# Kongsvinger

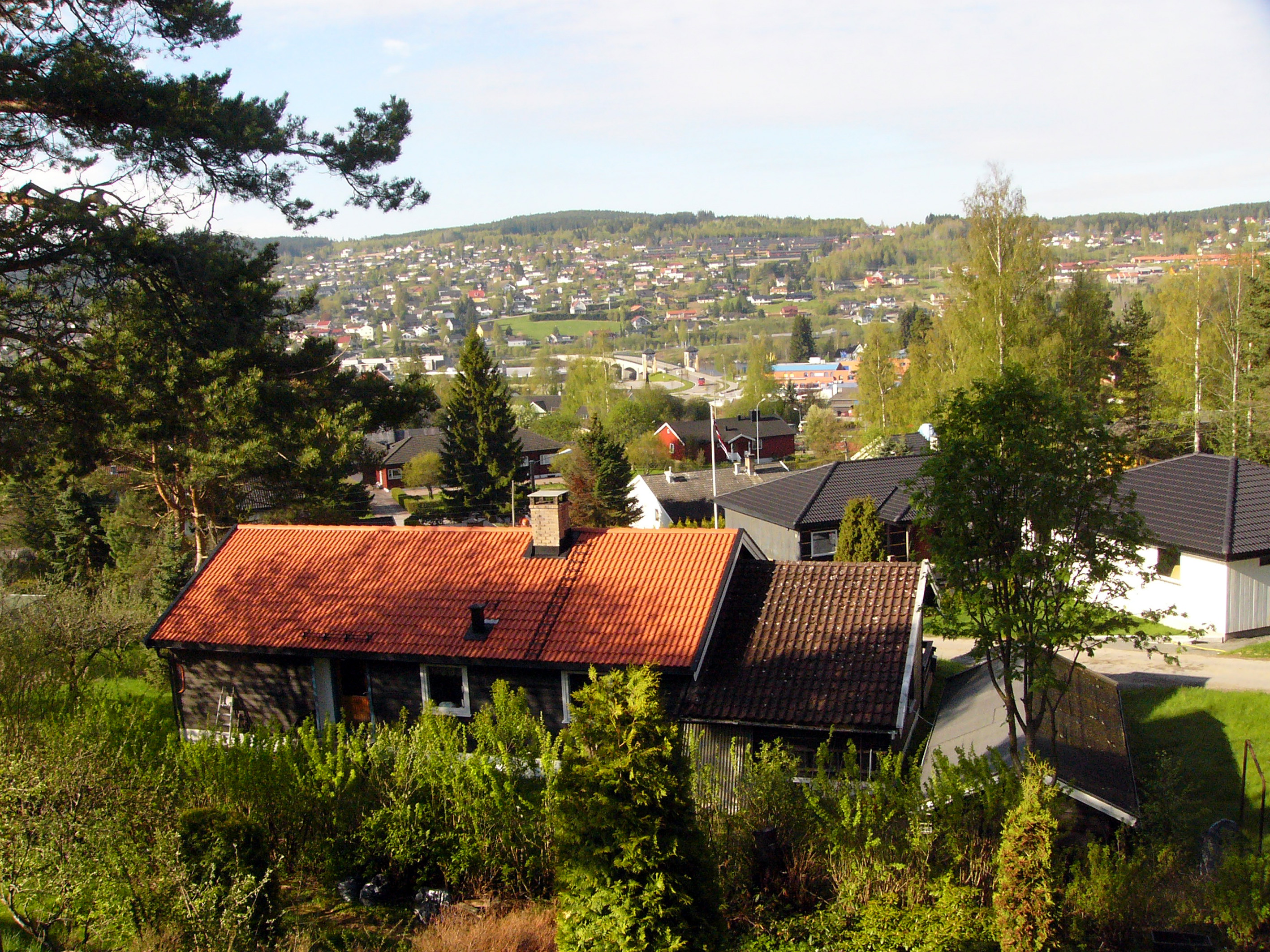
Kongsvinger

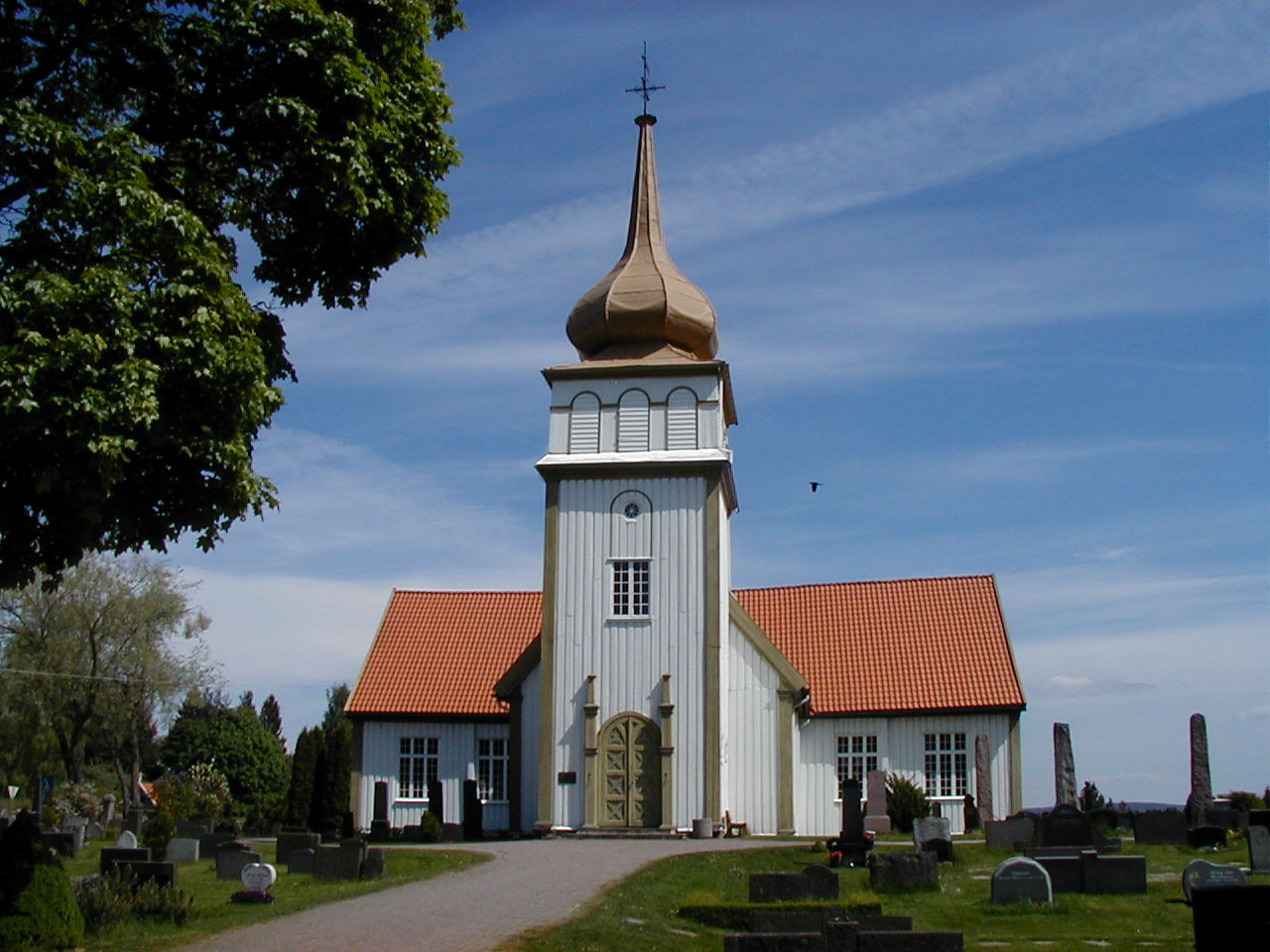
Kościół Vingerkirke w Kongsvinger

Kongsvinger – norweskie miasto i gmina leżąca w regionie Hedmark.
Kongsvinger jest 102. norweską gminą pod względem powierzchni.

## Historia
Miasto zostało założone w XVII wieku wokół fortecy, której budowę ukończono w 1682 roku. Początkowo ludność zajmowała się głównie handlem (w 1854 roku miejscowości przyznano prawa miasta handlowego). W Kongsvinger rozwinął się też przemysł drzewny. Miasto, otoczone lasami, leży nad najdłuższą norweską rzeką – Glommą.
W Kongsvinger urodziła się i wychowała Dagny Juel, przyszła żona pisarza Stanisława Przybyszewskiego, który mieszkał w tworzył w Kongsvinger w latach 1894–1898. Inne znane osoby związane z Kongsvinger to pisarz Jonas Lie i malarz Erik Werenskiold.
W mieście znajduje się Kvinnemuseet (Muzeum Kobiet).

## Demografia
Według danych z roku 2005 gminę zamieszkuje 17 279 osób. Gęstość zaludnienia wynosi 16,65 os./km². Pod względem zaludnienia Kongsvinger 58. miejsce wśród norweskich gmin.
| ludność stan na 1 stycznia 2005 |         |           |        |
|                                 | kobiety | mężczyźni | razem  |
| osób                            | 8383    | 8896      | 17 279 |
| %                               | 48,52%  | 51,48%    | 100%   |

| wykształcenie stan na 1 października 2004 |        |         |        |        |
|                                           | podst. | średnie | wyższe | niezn. |
| osób                                      | 3576   | 7880    | 2293   | 378    |
| %                                         | 25,31% | 55,78%  | 16,23% | 2,68%  |

## Edukacja
Według danych z 1 października 2004:
- liczba szkół podstawowych (norw. grunnskular): 9
- liczba uczniów szkół podst.: 2131

## Władze gminy
Według danych na rok 2011 administratorem gminy (norw. rådmann) jest Bernhard A. Caspari, natomiast burmistrzem (norw. ordfører, d. borgermester) jest Arve Bones.

## Sport
- Kongsvinger IL - klub piłkarski